# Christian Wägli
Christian Wägli (Muri Gümligen, 22 dicembre 1934 – Muri Gümligen, 17 giugno 2019) è stato un mezzofondista e velocista svizzero.

## Biografia
Nel 1958 giunse ottavo nella finale degli 800 metri ai Campionati europei di Stoccolma. Al termine di quella stagione fu nominato sportivo svizzero dell'anno.
Nel 1960 partecipò ai Giochi olimpici di Roma 1960 riuscendo a conquistare l'accesso a due finali: giunse quinto sugli 800 metri e sesto con il quartetto svizzero della staffetta 4×400 metri, correndo in ultima frazione.
É morto nel 2019.

## Palmarès
| Anno | Manifestazione  | Sede      | Evento      | Risultato | Prestazione | Note  |
| ---- | --------------- | --------- | ----------- | --------- | ----------- | ----- |
| 1958 | Europei         | Stoccolma | 800 m piani | 8º        | 1'52"0      |       |
| 1960 | Giochi olimpici | Roma      | 800 m piani | 5º        | 1'48"1      | [ 2 ] |
| 1960 | Giochi olimpici | Roma      | 4×400 m     | 6º        | 3'09"4      | [ 3 ] |